# Unterkirsbach
Unterkirsbach ist ein Wohnplatz in Oberodenthal in der Gemeinde Odenthal im Rheinisch-Bergischen Kreis.

## Lage und Beschreibung
Der Hof Unterkirsbach liegt im Scherfbachtal auf der Nordseite unweit von Hunger an der Straße zu Oberkirsbach und am Kirsbach.

## Geschichte
Der Name rührt her von Kirs wie Kirschen.  Ober- und Kirsbach waren als Lehngüter. 1399 gehörten sie zum Hofgericht Odenthal. Zu dieser Zeit war die Ortschaft Teil der Honschaft Scherf.
Die Topographia Ducatus Montani des Erich Philipp Ploennies, Blatt Amt Miselohe, belegt, dass der Wohnplatz 1715 als vier Höfe kategorisiert wurde und mit n. Kirsbach bezeichnet wurde.
Carl Friedrich von Wiebeking benennt die Hofschaft auf seiner Charte des Herzogthums Berg 1789 als Unterkirsbach. Aus ihr geht hervor, dass Unterkirsbach zu dieser Zeit Teil von Oberodenthal in der Herrschaft Odenthal war.
Unter der französischen Verwaltung zwischen 1806 und 1813 wurde die Herrschaft aufgelöst und Unterkirsbach wurde politisch der Mairie Odenthal im Kanton Bensberg zugeordnet. 1816 wandelten die Preußen die Mairie zur Bürgermeisterei Odenthal im Kreis Mülheim am Rhein.
Der Ort ist auf der Topographischen Aufnahme der Rheinlande von 1824 und auf der Preußischen Uraufnahme von 1840 als Unterkirsbach verzeichnet. Ab der Preußischen Neuaufnahme von 1892 ist er auf Messtischblättern regelmäßig als Unterkirsbach oder ohne Namen verzeichnet. Unterkirsbach ist seit jeher Teil der Pfarre Odenthal.
| Jahr | Einwohner | Wohn- gebäude | Kategorie  | Bemerkung               |
| ---- | --------- | ------------- | ---------- | ----------------------- |
| 1830 | 58        |               | Ackergut   | genannt Kirsbach        |
| 1845 | 83        | 13            | Ackergüter | genannt Kirschbach      |
| 1871 | 32        | 4             | Hofstelle  | genannt Unterkirschbach |
| 1885 | 24        | 5             | Wohnplatz  | genannt Unter Kirsbach  |
| 1895 | 20        | 3             | Wohnplatz  | genannt Unter Kirsbach  |
| 1905 | 16        | 3             | Wohnplatz  |                         |

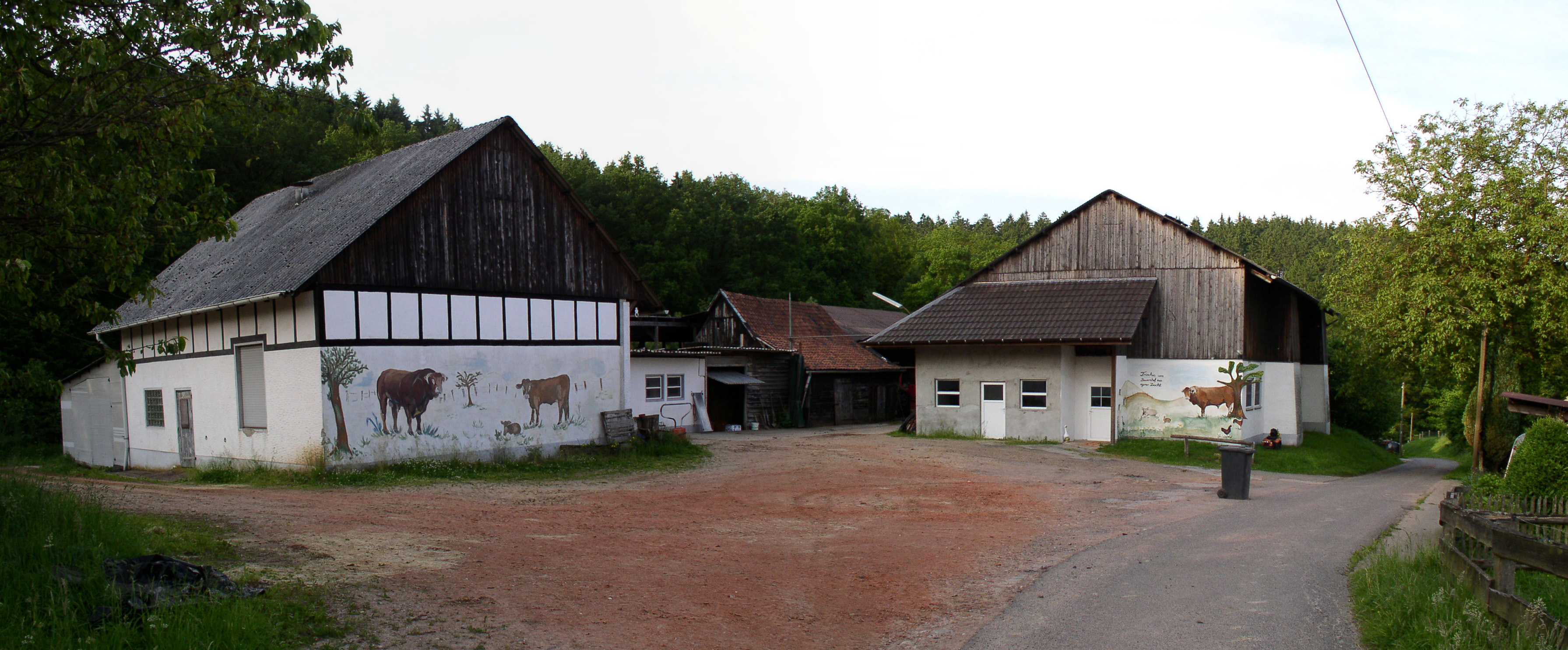
Ansicht in Unterkirsbach